# Moruga thorsborneorum
Moruga thorsborneorum is een spinnensoort uit de familie Barychelidae. De soort komt voor in Queensland.